# Carlo Maria Cordio
Carlo Maria Cordio, né le 24 février 1952 à Rome (Latium) est un musicien italien. Il est auteur-compositeur-interprète, arrangeur et chef d'orchestre. Il est parfois crédité sous le pseudo Francis Taylor.

## Biographie
Né à Rome en 1952, il prend des cours particulier de piano dès l'âge de cinq ans. Il fréquente ensuite le Conservatoire Sainte-Cécile, où il obtient son diplôme en 1970. Il suit ensuite des cours de spécialisation en composition et en direction d'orchestre à l'Académie musicale Chigiana de Sienne. Il s'est également consacré à l'étude de l'orgue en suivant des cours à l'Institut pontifical de musique sacrée de Rome. Il devient l'organiste officiel de la basilique Saint-Paul-hors-les-Murs à Rome et il a à son actif de nombreux concerts de musique sacrée exécutés sur des orgues Tamburini (it) et Mascioni (it) dans diverses cathédrales italiennes.
Immédiatement après l'obtention de son diplôme, Hammond lui a proposé de devenir professeur de musique et concertiste pour ses orgues. Carlo Maria a combiné son activité de concertiste classique et de jazz au niveau national et international avec son travail d'interprète exclusif pour Hammond Italia, ce qui lui a valu l'appréciation artistique directe de musiciens tels que Jimmy Smith, Brian Rodwell, Jackie Davis, Klaus Wünderlich et Keith Beckingham.
En 1976, il commence à travailler comme interprète, compositeur, arrangeur et chef d'orchestre, collaborant avec des maisons de disques telles que RCA, CBS, Fonit Cetra ainsi qu'avec la Rai, où il a été pianiste et claviériste dans le Light Rhythm Orchestra sous la direction de chefs d'orchestre renommés tels que Bruno Canfora, Pino Calvi, Roberto Pregadio et Gianni Ferrio. Il a joué du piano et des instruments à clavier dans la production de bandes originales de films et de disques. Il a collaboré avec des musiciens tels que Keith Emerson, Jerry Goldsmith, Maurice Jarre, Basil Poledouris, Ennio Morricone, Riz Ortolani, Armando Trovajoli, Nino Rota, Stelvio Cipriani, Detto Mariano, Nicola Piovani, Carlo Savina, Piero Piccioni ; parmi les chanteurs avec lesquels il a travaillé, citons Ornella Vanoni, Fred Bongusto, Claudio Villa, Antonello Venditti et Franco Califano.
Il a également travaillé comme arrangeur et chef d'orchestre avec des artistes comme Edoardo Vianello et Wilma Goich (I Vianella), ainsi qu'avec Domenico Modugno, avec qui il a collaboré pour des concerts en Italie et dans le monde entier pendant plusieurs années. Il s'est également produit aux États-Unis, signant les bandes originales de nombreux films, dont Au-delà des ténèbres, La Morsure ou Terreur sur l'asphalte (en). En Italie, il a composé et orchestré un nombre considérable de bandes originales de films de genre comme ceux de Lucio Fulci, Les Fantômes de Sodome, Soupçons de mort ou Aenigma. Il a également composé les parties électroniques de la bande originale des films de Federico Fellini Répétition d'orchestre et La Cité des femmes.
Il a dirigé pendant plusieurs années l'orchestre Marche Big Band, avec lequel il a donné des concerts dans un répertoire international allant de la musique de jazz aux bandes originales de films. Il donne des concerts sur l'orgue Hammond en tant que soliste et avec la formation Hammond Red Jam,. Il est le chef d'orchestre et l'arrangeur du Polyphonia Big Band, du Wonderland Ensemble et de Man in Frack, une formation qui repropose une grande partie du répertoire de Domenico Modugno avec ses arrangements originaux.
Il a écrit la chanson thème du dessin animé Vultus 5 (超電磁マシーン ボルテス) et l'arrangement de la version italienne de la chanson thème de la série Kotetsu Jeeg (鋼鉄ジーグ) de Gō Nagai.

## Filmographie
- 1980 : La zia svedese (it), film pornographique de Mario Siciliano
- 1981 : Horrible (Rosso sangue) de Joe D'Amato
- 1982 : Io, Chiara e lo Scuro de Maurizio Ponzi
- 1982 : Madonna che silenzio c'è stasera (it) de Maurizio Ponzi
- 1982 : Caligula, la véritable histoire (Caligola : La storia mai raccontata) de Joe D'Amato
- 1982 : Ator le Conquérant (Ator l'invincibile) de Joe D'Amato
- 1983 : Una vergine per l'Impero Romano de Joe D'Amato
- 1983 : Messalina orgasmo imperiale (it) de Joe D'Amato
- 1983 : Son contento de Maurizio Ponzi
- 1983 : Le Gladiateur du futur (Endgame - Bronx lotta finale) de Joe D'Amato
- 1984 : La Chasse aux morts-vivants (L'ultimo guerriero) de Romolo Guerrieri
- 1986 : Le Loup du désert (Lone Runner) de Ruggero Deodato
- 1987 : Aenigma de Lucio Fulci
- 1987 : Iron Warrior d'Alfonso Brescia
- 1989 : I poliziotti di Miami d'Alfonso Brescia
- 1988 : Soupçons de mort (Quando Alice ruppe lo specchio) de Lucio Fulci
- 1988 : Fuoco incrociato d'Alfonso Brescia
- 1988 : Les Fantômes de Sodome (Il fantasma di Sodoma) de Lucio Fulci
- 1989 : Deep Blood (Sangue negli abissi) de Joe D'Amato
- 1989 : La Morsure (Curse II: The Bite) de Federico Prosperi
- 1989 : Le Voyageur de la peur (Paura nel buio) d'Umberto Lenzi
- 1990 : L'Épée du Saint-Graal (Quest for the Mighty Sword) de Joe D'Amato
- 1990 : Terreur sur l'asphalte (en) (Midnight Ride) de Bob Bralver
- 1990 : Shocking dark - Spectres à Venise (Terminator II) de Bruno Mattei
- 1990 : Au-delà des ténèbres (La casa 5) de Claudio Fragasso
- 1990 : Non aprite quella porta 3 (it) de Claudio Fragasso
- 1990 : Troll 2 de Claudio Fragasso
- 1992 : Body Puzzle de Lamberto Bava
- 2023 : The City of Dunwich de Chris Milewski